# Рандолф (округ, Западная Виргиния)
Округ Рандолф (англ. Randolph County) расположен в США, штат Западная Виргиния. Официально образован 16 октября 1787 года, получил своё название в честь американского политического и государственного деятеля, 2-го Государственного секретаря США Эдмунда Рэндольфа. По состоянию на 2012 год, численность населения составляла 29 384 человек.

## География
По данным Бюро переписи США, общая площадь округа равняется 2694 км², из которых 2694 км² суша и 1 км² или 0,02 % это водоёмы.

### Соседние округа
- Такер (Западная Виргиния) — северо-восток
- Пендлтон (Западная Виргиния) — восток
- Покахонтас (Западная Виргиния) — юг
- Уэбстер (Западная Виргиния) — юго-запад
- Апшер (Западная Виргиния) — запад
- Барбор (Западная Виргиния) — северо-запад

## Население
По данным переписи населения 2000 года в округе проживает 28 262 жителей в составе 11 072 домашних хозяйств и 7 661 семей. Плотность населения составляет 10 человек на км². На территории округа насчитывается 13 478 жилых строений, при плотности застройки около 5-ми строений на км². Расовый состав населения: белые — 97,69 %, афроамериканцы — 1,07 %, коренные американцы (индейцы) — 0,16 %, азиаты — 0,38 %, гавайцы — 0,01 %, представители других рас — 0,16 %, представители двух или более рас — 0,53 %. Испаноязычные составляли 0,68 % населения независимо от расы.
В составе 29,8 % из общего числа домашних хозяйств проживают дети в возрасте до 18 лет, 54,7 % домашних хозяйств представляют собой супружеские пары проживающие вместе, 9,8 % домашних хозяйств представляют собой одиноких женщин без супруга, 30,8 % домашних хозяйств не имеют отношения к семьям, 26,3 % домашних хозяйств состоят из одного человека, 11,9 % домашних хозяйств состоят из престарелых (65 лет и старше), проживающих в одиночестве. Средний размер домашнего хозяйства составляет 2,41 человека, и средний размер семьи 2,89 человека.
Возрастной состав округа: 22,3 % моложе 18 лет, 8,7 % от 18 до 24, 28,5 % от 25 до 44, 25,4 % от 45 до 64 и 15,1 % от 65 и старше. Средний возраст жителя округа 39 лет. На каждые 100 женщин приходится 101,3 мужчин. На каждые 100 женщин старше 18 лет приходится 99,7 мужчин.
Средний доход на домохозяйство в округе составлял 27 299 USD, на семью — 32 632 USD. Среднестатистический заработок мужчины был 24 751 USD против 17 819 USD для женщины. Доход на душу населения составлял 14 918 USD. Около 13,4 % семей и 18 % общего населения находились ниже черты бедности, в том числе — 24,3 % молодежи (тех кому ещё не исполнилось 18 лет) и 12,9 % тех кому было уже больше 65 лет.